# (5718) 1983 PB
1983 بي بي (ويعرف أيضًا باسم (5718) 1983 بي بي وفق تسمية الكوكب الصغير) (بالإنجليزية: 1983 PB)‏ هو كويكب ضمن حزام الكويكبات؛ وترتيبه 5718 من حيث الاكتشاف.
اكتُشف هذا الجُرم الفلكي بواسطة باميلا إم كيلمارتن في 4 أغسطس 1983.

## وصلات خارجية
- (5718) 1983 PB في قاعدة بيانات مختبر الدفع النفاث لأجرام النظام الشمسي الصغيرة

- الاكتشاف · مخطط المدار ·  العناصر المدارية · المعلمات المادية

- (5718) 1983 PB على موقع ويكي سكاي: DSS2, SDSS, GALEX, IRAS, Hydrogen α, X-Ray, Astrophoto, Sky Map, Articles and images